# Silnice D62
Silnice D62 (chorvatsky Državna cesta D62) je státní silnice v Chorvatsku. Je dlouhá 89,4 km a prochází Splitsko-dalmatskou župou. Slouží především k mimodálničnímu spojení mezi obcemi Šestanovac a Zagvozd a městy Vrgorac a Metković. Po většině své trasy kopíruje průběh dálnice A1.

## Průběh
Silnice D62 začíná na křižovatce silnice D39 se silnicí Ž6260, vychází z ní na jihovýchod. Ve vesnici Zagvozd je krátká peáž se silnicí D76. U vesnice Župa se na silnici D62 nachází 147 m dlouhý tunel Turija. Ve vesnici Ravča ze silnice D62 vychází silnice D512. Na úseku Veliki Prolog – Nova Sela se celkem čtyřikrát setkává s dálnicí (z toho dvakrát s dálnicí A1 a dvakrát s dálnicí A10). Ve dvou případech vede dálnice pod silnicí D62 tunelem (tunely Šubir a Mali Prolog), ve třetím se nachází na silnici D62 krátký tunel Anđelovići procházející pod dálnicí A10 a ve čtvrtém silnice D62 překonává dálnici krátkým mostem Golubinka 1. Od vesnice Kula Norinska vede silnice D62 kolem řeky Neretvy, kterou ve městě Metković překonává mostem Lučki most. Krátce poté končí na křižovatce se silnicí D9.

## Sídla
Silnice prochází přes následující sídla: Šestanovac, Grabovac, Zagvozd, Župa, Rašćane, Kozica, Ravča, Vrgorac, Veliki Prolog, Mali Prolog, Pozla Gora, Nova Sela, Podrujnica, Momići, Matijevići, Kula Norinska a Metković.